# Makarij Telegin
Makarij Telegin (ryska: Паве́л Никола́евич Теле́гин i världen), född 1876, död 1922, var en rysk prästmunk och asket i den rysk-ortodoxa kyrkan. Föddes i en bondefamilj år 1876 i byn Peremenicha, Buzuluk län, guvernementet Samara. Han hade en övernaturlig upplevelse i sin tidiga barndom, varefter han beslutade sig för att tjäna Gud i klosterlivet. Som tonåring drog han sig ofta tillbaka till en avlägsen grotta för att be. Under ett besök i Kievgrottornas Lavra när han var sjutton år, beslitade han sig definitivt för att låta viga sig till munk; men han måste  dröja med att uppfylla sin avsikt eftersom han den 1 januari 1898 inkallades till armen, där han tjänstgjorde till den 29 november 1902.
År 1905 inträdde Makarij i Čudov-kloster i Moskva och tjänade där under fem år i olika lydnadsuppgifter. Han blev officielltantagen som novis den 8 oktober 1910. Den 22 januari 1911 vigdes han till munk och den 1 februari samma år vigdes han munkdiakon och den 6 september 1913 till prästmunk. Vid första världskrigets utbrott inkallades f.Makarij till aktiv militärtjänst för att tjäna som präst vid 400:e mobila fältsjukhuset. Han återvände till Čudov-klostret den 12 oktober 1915 och sedan klostrets stängts 1919 började han att tjänstgöra vid hl. Sergijs kyrka i Heliga Treenighetens Lavras filial. Vid förhöret deklarererade f. Makarij rydligt att han som kristen var "monarkist av övertygelse" och förklarade även: "Jag är altarets tjänare, och det är mycket svårt för mig när heliga föremål blir konfiskerade"- Hans cellkamrat sade att f.Makarij var förtröstansfull och brukade säga: "Jag kan inte vänta tills jag får möta min Herre Kristus".
Prästmunk Makarij var av de femtiofyra som arresterades "i samband med konfiskeringen av kyrkliga värdesaker" eller den s. k. "Moskvarättegongen 1922". Överprästerna Alexander Zaoserskij, Christofer Nadežin, Vasilij Sokolov och lekmannen Sergeij Tichomirov gick igenom denna rättegång med honom.